# 트윈 패미컴

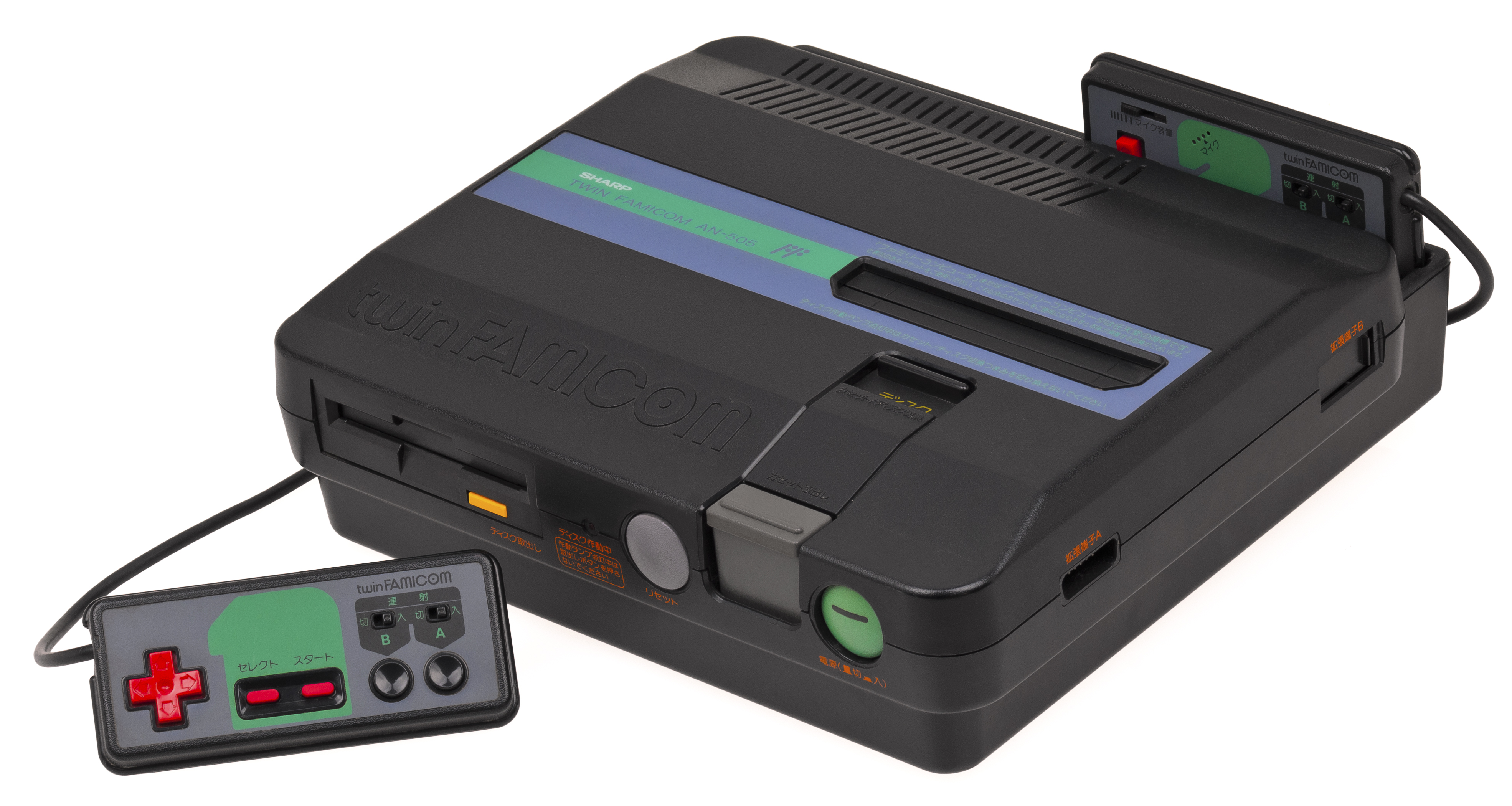

트윈 패미컴(영어: Twin Famicom, 일본어: ツインファミコン)은 샤프에서 발매된 패밀리 컴퓨터의 호환 게임기이다.
닌텐도에서 발매된 패밀리 컴퓨터와 디스크 시스템의 기능을 겸비하여 롬 카트리지와 디스크 카드의 게임을 모두 즐길 수 있다. 전환 스위치를 통하여 롬 카트리지와 디스크 카드의 게임을 선택할 수 있다. 그러나 본체의 전원을 끈 상태에서 전환을 하지 않을 경우 고장의 원인이 된다.
패밀리 컴퓨터는 RF 출력만 가능하지만, 트윈 패밀리 컴퓨터는 AV 출력 단자를 갖추고 있어 패밀리 컴퓨터보다 높은 품질의 영상, 소리를 출력할 수 있다.

## 사양
- 기본 프로세서: 6502 수정판 (1.79 MHz)
- 램: 기본 작업을 위한 2 KB 램, 2 KB 비디오 램, FDS 모드의 특수 작업을 위한 32 KB 램, FDS 모드의 특수 작업을 위한 8 KB
- 롬: 게임 팩 및 FDS 바이오스
- 소리: 5개 음성, 2채널 방형파, 1채널 트라이앵글, 1채널 노이즈, 1채널 PCM
- 화면: 256x240 화소, 64개의 스프라이트, 53색 중 25색 표시

## 참조
- 트윈 패미컴의 사양